# CYP303A1
CYP303A1（開放閱讀框名：Dmel_CG4163）是一种昆虫细胞色素P450基因，最初发现于黑腹果蝇（Drosophila melanogaster）基因组，在成蛹期高度表达，其直系同源体也存在于飛蝗（Locusta migratoria）基因组中。